# Eleições legislativas portuguesas de 1983 no distrito de Castelo Branco
| Eleições legislativas portuguesas de 1983 Distritos: Aveiro \| Beja \| Braga \| Bragança \| Castelo Branco \| Coimbra \| Évora \| Faro \| Guarda \| Leiria \| Lisboa \| Portalegre \| Porto \| Santarém \| Setúbal \| Viana do Castelo \| Vila Real \| Viseu \| Açores \| Madeira \| Estrangeiro |

## Resultados por Concelho
Os resultados nos concelhos do Distrito de Castelo Branco foram os seguintes:

### Belmonte
| Partido                 | Partido                      | Votos | %               | +/-  |
| ----------------------- | ---------------------------- | ----- | --------------- | ---- |
|                         | Partido Socialista           | 1 787 | 44,13 / 100,00  | 8,06 |
|                         | Partido Social Democrata     | 904   | 22,33 / 100,00  | -    |
|                         | Centro Democrático Social    | 507   | 12,52 / 100,00  | -    |
|                         | Aliança Povo Unido           | 473   | 11,68 / 100,00  | 1,18 |
|                         | Partido da Democracia Cristã | 42    | 1,04 / 100,00   | 0,81 |
|                         | Outros                       | 127   | 3,13 / 100,00   |      |
| Votos Inválidos         | Votos Inválidos              | 209   | 5,17 / 100,00   | 0,42 |
| Total                   | Total                        | 4 049 | 100,00 / 100,00 |      |
| Eleitorado/Participação | Eleitorado/Participação      | 5 640 | 71,79 / 100,00  | 8,56 |

### Castelo Branco
| Partido                 | Partido                   | Votos  | %               | +/-  |
| ----------------------- | ------------------------- | ------ | --------------- | ---- |
|                         | Partido Socialista        | 13 374 | 39,42 / 100,00  | 7,75 |
|                         | Partido Social Democrata  | 11 022 | 32,49 / 100,00  | -    |
|                         | Centro Democrático Social | 3 588  | 10,58 / 100,00  | -    |
|                         | Aliança Povo Unido        | 3 572  | 10,53 / 100,00  | 0,76 |
|                         | Outros                    | 1 270  | 3,75 / 100,00   |      |
| Votos Inválidos         | Votos Inválidos           | 1 099  | 3,24 / 100,00   | 0,42 |
| Total                   | Total                     | 33 925 | 100,00 / 100,00 |      |
| Eleitorado/Participação | Eleitorado/Participação   | 43 314 | 78,32 / 100,00  | 6,67 |

### Covilhã
| Partido                 | Partido                   | Votos  | %               | +/-  |
| ----------------------- | ------------------------- | ------ | --------------- | ---- |
|                         | Partido Socialista        | 14 135 | 39,92 / 100,00  | 6,85 |
|                         | Aliança Povo Unido        | 7 704  | 21,76 / 100,00  | 1,07 |
|                         | Partido Social Democrata  | 6 025  | 17,02 / 100,00  | -    |
|                         | Centro Democrático Social | 4 778  | 13,50 / 100,00  | -    |
|                         | Outros                    | 1 448  | 4,09 / 100,00   |      |
| Votos Inválidos         | Votos Inválidos           | 1 315  | 3,71 / 100,00   | 0,53 |
| Total                   | Total                     | 35 405 | 100,00 / 100,00 |      |
| Eleitorado/Participação | Eleitorado/Participação   | 44 947 | 78,77 / 100,00  | 7,28 |

### Fundão
| Partido                 | Partido                      | Votos  | %               | +/-  |
| ----------------------- | ---------------------------- | ------ | --------------- | ---- |
|                         | Partido Socialista           | 8 339  | 43,16 / 100,00  | 6,95 |
|                         | Partido Social Democrata     | 4 321  | 22,36 / 100,00  | -    |
|                         | Centro Democrático Social    | 2 970  | 15,37 / 100,00  | -    |
|                         | Aliança Povo Unido           | 1 793  | 9,28 / 100,00   | 0,66 |
|                         | Partido da Democracia Cristã | 253    | 1,31 / 100,00   | 0,71 |
|                         | Outros                       | 704    | 3,64 / 100,00   |      |
| Votos Inválidos         | Votos Inválidos              | 943    | 4,88 / 100,00   | 0,71 |
| Total                   | Total                        | 19 323 | 100,00 / 100,00 |      |
| Eleitorado/Participação | Eleitorado/Participação      | 25 899 | 74,61 / 100,00  | 7,23 |

### Idanha-a-Nova
| Partido                 | Partido                                | Votos  | %               | +/-   |
| ----------------------- | -------------------------------------- | ------ | --------------- | ----- |
|                         | Partido Socialista                     | 4 865  | 48,89 / 100,00  | 6,67  |
|                         | Partido Social Democrata               | 2 139  | 21,50 / 100,00  | -     |
|                         | Centro Democrático Social              | 999    | 10,04 / 100,00  | -     |
|                         | Aliança Povo Unido                     | 823    | 8,27 / 100,00   | 2,33  |
|                         | Partido Operário de Unidade Socialista | 109    | 1,10 / 100,00   | 1,00  |
|                         | Outros                                 | 449    | 4,49 / 100,00   |       |
| Votos Inválidos         | Votos Inválidos                        | 566    | 5,68 / 100,00   | 1,19  |
| Total                   | Total                                  | 9 950  | 100,00 / 100,00 |       |
| Eleitorado/Participação | Eleitorado/Participação                | 14 084 | 70,65 / 100,00  | 11,54 |

### Oleiros
| Partido                 | Partido                      | Votos | %               | +/-  |
| ----------------------- | ---------------------------- | ----- | --------------- | ---- |
|                         | Partido Social Democrata     | 3 676 | 61,76 / 100,00  | -    |
|                         | Partido Socialista           | 937   | 15,74 / 100,00  | 5,52 |
|                         | Centro Democrático Social    | 844   | 14,18 / 100,00  | -    |
|                         | Aliança Povo Unido           | 104   | 1,75 / 100,00   | 0,89 |
|                         | Partido da Democracia Cristã | 67    | 1,13 / 100,00   | 0,90 |
|                         | Outros                       | 117   | 1,97 / 100,00   |      |
| Votos Inválidos         | Votos Inválidos              | 207   | 3,48 / 100,00   | 0,18 |
| Total                   | Total                        | 5 952 | 100,00 / 100,00 |      |
| Eleitorado/Participação | Eleitorado/Participação      | 8 191 | 72,67 / 100,00  | 9,51 |

### Penamacor
| Partido                 | Partido                   | Votos | %               | +/-   |
| ----------------------- | ------------------------- | ----- | --------------- | ----- |
|                         | Partido Socialista        | 2 350 | 42,94 / 100,00  | 8,35  |
|                         | Partido Social Democrata  | 1 531 | 27,97 / 100,00  | -     |
|                         | Centro Democrático Social | 925   | 16,90 / 100,00  | -     |
|                         | Aliança Povo Unido        | 185   | 3,38 / 100,00   | 0,54  |
|                         | Outros                    | 207   | 3,78 / 100,00   |       |
| Votos Inválidos         | Votos Inválidos           | 275   | 5,02 / 100,00   | 0,12  |
| Total                   | Total                     | 5 473 | 100,00 / 100,00 |       |
| Eleitorado/Participação | Eleitorado/Participação   | 7 901 | 69,27 / 100,00  | 12,01 |

### Proença-a-Nova
| Partido                 | Partido                   | Votos | %               | +/-  |
| ----------------------- | ------------------------- | ----- | --------------- | ---- |
|                         | Partido Social Democrata  | 3 733 | 49,85 / 100,00  | -    |
|                         | Partido Socialista        | 1 615 | 21,57 / 100,00  | 6,19 |
|                         | Centro Democrático Social | 1 570 | 20,97 / 100,00  | -    |
|                         | Aliança Povo Unido        | 116   | 1,55 / 100,00   | 0,54 |
|                         | Outros                    | 227   | 3,03 / 100,00   |      |
| Votos Inválidos         | Votos Inválidos           | 227   | 3,03 / 100,00   | 0,39 |
| Total                   | Total                     | 7 488 | 100,00 / 100,00 |      |
| Eleitorado/Participação | Eleitorado/Participação   | 9 757 | 76,74 / 100,00  | 7,96 |

### Sertã
| Partido                 | Partido                   | Votos  | %               | +/-  |
| ----------------------- | ------------------------- | ------ | --------------- | ---- |
|                         | Partido Social Democrata  | 6 991  | 56,74 / 100,00  | -    |
|                         | Partido Socialista        | 2 513  | 20,39 / 100,00  | 5,70 |
|                         | Centro Democrático Social | 1 606  | 13,03 / 100,00  | -    |
|                         | Aliança Povo Unido        | 276    | 2,24 / 100,00   | 0,38 |
|                         | Outros                    | 415    | 3,37 / 100,00   |      |
| Votos Inválidos         | Votos Inválidos           | 521    | 4,23 / 100,00   | 0,02 |
| Total                   | Total                     | 12 322 | 100,00 / 100,00 |      |
| Eleitorado/Participação | Eleitorado/Participação   | 16 109 | 76,49 / 100,00  | 6,49 |

### Vila de Rei
| Partido                 | Partido                      | Votos | %               | +/-  |
| ----------------------- | ---------------------------- | ----- | --------------- | ---- |
|                         | Partido Social Democrata     | 1 969 | 64,24 / 100,00  | -    |
|                         | Centro Democrático Social    | 452   | 14,75 / 100,00  | -    |
|                         | Partido Socialista           | 360   | 11,75 / 100,00  | 3,50 |
|                         | Aliança Povo Unido           | 56    | 1,83 / 100,00   | 0,18 |
|                         | Partido da Democracia Cristã | 39    | 1,27 / 100,00   | 1,06 |
|                         | Outros                       | 53    | 1,74 / 100,00   |      |
| Votos Inválidos         | Votos Inválidos              | 136   | 4,44 / 100,00   | 1,80 |
| Total                   | Total                        | 3 065 | 100,00 / 100,00 |      |
| Eleitorado/Participação | Eleitorado/Participação      | 3 957 | 77,46 / 100,00  | 6,69 |

### Vila Velha de Ródão
| Partido                 | Partido                   | Votos | %               | +/-  |
| ----------------------- | ------------------------- | ----- | --------------- | ---- |
|                         | Partido Socialista        | 1 584 | 46,18 / 100,00  | 3,13 |
|                         | Partido Social Democrata  | 888   | 25,89 / 100,00  | -    |
|                         | Aliança Povo Unido        | 547   | 15,95 / 100,00  | 1,42 |
|                         | Centro Democrático Social | 154   | 4,49 / 100,00   | -    |
|                         | Outros                    | 133   | 3,86 / 100,00   |      |
| Votos Inválidos         | Votos Inválidos           | 124   | 3,61 / 100,00   | 1,62 |
| Total                   | Total                     | 3 430 | 100,00 / 100,00 |      |
| Eleitorado/Participação | Eleitorado/Participação   | 4 543 | 75,50 / 100,00  | 7,12 |